# Casa Sfondrini
Casa Sfondrini è un palazzo di origine medievale, ma rimodellato nei primi decenni del XVII secolo, di Pavia, in Lombardia.

## Storia e descrizione

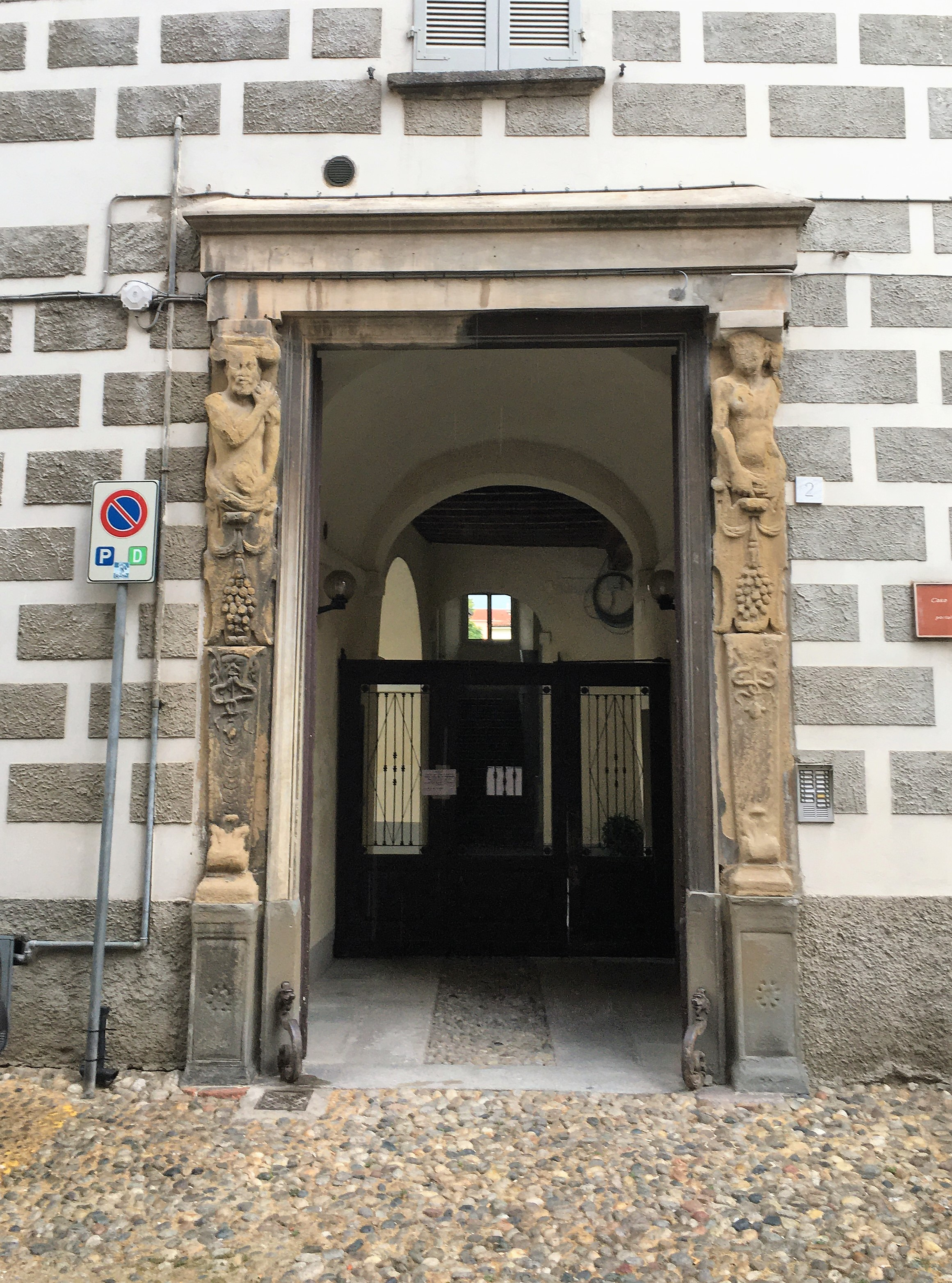
Il portale barocco (prima metà del XVII secolo).

Nella seconda metà del XVI secolo il palazzo era di proprietà dei Berzi. I Berzi (detti anche Berzio) erano una famiglia di mercanti originaria di Piacenza che si trasferì a Pavia nei primi anni del XV secolo, ottenendo, nel 1422, la cittadinanza pavese. Nel 1549 furono accolti tra le famiglie decurionali della città e si dedicarono principalmente all’attività legale, come il giureconsulto Giovanni Paolo Berzi, che divenne membro del Senato di Milano, mentre altri membri della famiglia furono componenti del Collegio Nobiliare dei Giureconsulti. Nel 1716 l’imperatore Carlo VI concesse a Giuseppe Berzi il titolo di marchese e il feudo di Torriano a cui si aggiunse, l’anno successivo, il feudo di Giovenzano. Nel 1772 l’imperatrice Maria Teresa conferì al marchese Giambattista Berzi anche i feudi di Castano e Buscate e nei primi anni della restaurazione la famiglia si legò ai conti Pertusati di Milano, in particolare con il matrimonio tra il marchese Giulio e Giovanna, figlia di Francesco Pertusati, imperial regio ciambellano. Nell’Ottocento, i Berzi si trasferirono a Milano e il palazzo fu ceduto agli Sfondrini, una famiglia pavese di ingegneri, per poi passare nel Novecento ai Compagnotti. Nei primi decenni del XX secolo, una parte del palazzo ospitò una casa di tolleranza. Il palazzo è di impianto quattrocentesco, anche se ingloba parti di età più antica, come evidenziato dal portone del giardino (posto lungo via Porta Calcinara), risalente al XIII secolo. L’edificio, che occupa quasi interamente il lato occidentale della piccola piazzetta della chiesa di San Teodoro, è dotato di un cortile, sul quale si apre uno scalone in pietra, e di un giardino, recintato da mura di età medievale. Nella prima metà del XVII secolo, il palazzo subì pesanti interventi edilizi che ne modificarono l’aspetto: fu infatti aggiunto un portale in arenaria con statue di telamoni e mascheroni, mentre il prospetto principale venne dotato di una superficie muraria decorata con elementi in rilievo a scacchiera.